# Großer Preis der USA 2022
Der Große Preis der USA 2022 (offiziell Formula 1 Aramco United States Grand Prix 2022) fand am 23. Oktober auf dem Circuit of The Americas in Austin statt und war das 19. Rennen der Formel-1-Weltmeisterschaft 2022.

## Bericht

### Hintergründe
Nach dem Großen Preis von Japan stand Max Verstappen bereits als Weltmeister fest und führte in der Fahrerwertung mit 113 Punkten vor Sergio Pérez und mit 114 Punkten vor Charles Leclerc. In der Konstrukteurswertung führte Red Bull mit 165 Punkten vor Ferrari und mit 232 Punkten vor Mercedes.
Mit Lewis Hamilton (sechsmal), Sebastian Vettel, Valtteri Bottas und Verstappen (jeweils einmal) traten vier ehemalige Sieger zu diesem Grand Prix an.
Als Rennkommissare für dieses Rennwochenende fungierten Garry Connelly (AUS), Silvia Bellot (ESP), Enrique Bernoldi (BRA) und Dennis Dean (USA).

### Training
Im ersten freien Training kam es zu verschiedenen Einsätzen: Logan Sargeant ersetzte Nicolas Latifi im Williams, Theo Pourchaire Bottas im Alfa Romeo, Antonio Giovinazzi Kevin Magnussen im Haas und Alex Palou ersetzte Daniel Ricciardo im McLaren. Das Training wurde nach einem Unfall von Giovinazzi kurzzeitig unterbrochen. Die Bestzeit fuhr Carlos Sainz jr. mit einer 1:36,857 Minuten vor  Verstappen und Hamilton.
Im zweiten freien Training fuhr Leclerc in 1:36,810 Minuten die Bestzeit vor Bottas und Ricciardo.
Im dritten freien Training gelang Verstappen die Bestzeit in 1:35,825 Minuten.

### Qualifying
Das Qualifying bestand aus drei Teilen mit einer Nettolaufzeit von 45 Minuten. Im ersten Qualifying-Segment (Q1) hatten die Fahrer 18 Minuten Zeit, um sich für das Rennen zu qualifizieren. Alle Fahrer, die im ersten Abschnitt eine Zeit erzielten, die maximal 107 Prozent der schnellsten Rundenzeit betrug, qualifizierten sich für den Grand Prix. Die besten 15 Fahrer erreichten den nächsten Teil. Sainz jr. war Schnellster. Im ersten Qualifying-Segment schieden Latifi, Mick Schumacher, Esteban Ocon, Ricciardo und Magnussen aus.
Der zweite Abschnitt (Q2) dauerte 15 Minuten. Die schnellsten zehn Piloten qualifizierten sich für den dritten Teil des Qualifyings. Leclerc war Schnellster. Yuki Tsunoda, Guanyu Zhou, Pierre Gasly, Vettel und Alexander Albon schieden aus.
Der finale Abschnitt (Q3) ging über eine Zeit von zwölf Minuten, in denen die ersten zehn Startpositionen vergeben wurden. Sainz jr. fuhr mit einer Rundenzeit von 1:34,356 Minuten die Bestzeit vor Leclerc und Verstappen. Die anderen in den Top 10 waren Pérez, Hamilton, George Russell, Lance Stroll, Lando Norris, Fernando Alonso und Bottas.
Dabei handelte es sich aber aufgrund einiger Strafen nicht um die endgültige Startaufstellung. Bereits vor dem Qualifying war bekannt, dass Leclerc eine Zehn-Startplätze Strafe erhalten würde aufgrund des Tauschs mehrerer Teile. Er startete also von Platz zwölf. Auch Pérez musst fünf Startplätze zurück, genauso wie Alonso und Zhou. Nach dem Qualifying wurde bekannt, dass bei Tsunoda das Getriebe gewechselt werden musste und er damit ebenfalls fünf Plätze nach hinten musste. Ocon startete aus der Boxengasse aufgrund eines Motorenwechsels und Parc-fermé-Bedingungen.

### Rennen
Vor dem Rennen wurde eine Schweigeminute zum Tod von Dietrich Mateschitz, österreichischer Unternehmer und Mitbegründer des bekannten Herstellers des Energy-Drinks Red Bull, eingelegt.
Sainz jr. wurde bereits am Start von Verstappen überholt. Das Rennen des Spaniers wurde dann jedoch sofort durch eine Berührung von Russell in der ersten Kurve unterbrochen, die sein Auto so stark beschädigte, dass er in der Folge aufgeben musste. Der britische Fahrer erhielt für den Unfall eine Strafe von fünf Sekunden. Hinter Verstappen sortierten sich Hamilton, Stroll, Russell, Vettel, Norris und Pérez ein. Zwischen der zweiten und vierten Runde überholte Pérez die beiden Fahrer vor ihm. Eine Runde später überließ Norris die Position ebenfalls an Gasly, während Russell sich gegen Stroll durchsetzte und sich den dritten Platz sicherte. Leclerc begann derweil seine Aufholjagd und fuhr nach vorne. Der einzige Ferrari-Fahrer, der noch im Rennen war, war in der zweiten Runde bereits Neunter, in der fünften Runde setzte er sich gegen Norris und Gasly durch. Eine Runde später übernahm Pérez den vierten Platz von Stroll.
Nach zehn Runden hatte Verstappen, der sich über das schlechte Fahrverhalten seines Autos aufgrund des Windes beklagte, einen Vorsprung von 3,2 Sekunden auf Hamilton und neun Sekunden auf Russell, der hinter Pérez lag. In der zwölften Runde machte Leclerc erneut eine Position gut und überholte Vettel. In der folgenden Runde stoppte Hamilton an der Box, um harte Reifen aufzuziehen. Die gleiche Entscheidung trafen kurz darauf sowohl Verstappen als auch Russell, der beim Boxenstopp die ihm für den Unfall auferlegte Strafe absitzen musste. In Runde 15 stoppten auch Pérez und Norris, während Leclerc an Stroll vorbeizog. Dank der verschiedenen Reifenwechsel war der Monegasse nun Zweiter, hinter Verstappen, aber vor Hamilton, der Vettel überholte, der seinen ersten Stopp noch nicht absolviert hatte. Drei Runden später landete  Bottas mit seinem Alfa Romeo im Kiesbett von Kurve 19. Die Rennleitung schickte daraufhin das Safety-Car raus. Das machten sich die Fahrer zunutze, die noch keine Reifen gewechselt hatten, darunter auch Leclerc. Der Ferrari-Pilot kehrte als Vierter zurück auf die Strecke, einige Meter vor dem herankommenden Pérez.
Als das Rennen wieder freigegeben wurde, traf Alonso auf der langen Geraden zwischen Kurve 11 und 12 beim Überholen von Stroll das Heck des Kanadiers. Der Spanier verlor die Kontrolle über seinen Alpine, der ebenfalls zum Abheben ansetzte, während Strolls Auto gegen die Leitplanken prallte. Die Rennleitung war gezwungen, das Safety-Car wieder auf die Strecke zu schicken. Die Fahrer blieben unverletzt, so auch Alonso, trotz seines beschädigten Autos. Nach einem Boxenstopp konnte der Grand Prix fortgesetzt werden. In der 26. Runde wurde das Rennen fortgesetzt. Verstappen führte mit 1,8 Sekunden auf Hamilton, 3 Sekunden auf Pérez, 3,8 Sekunden auf Leclerc, 5,3 Sekunden auf Russell. Vettel, Gasly und Tsunoda folgten. Leclerc übte Druck auf Pérez aus und versuchte zunächst in Kurve 12 zu überholen, verbremste sich aber und gab die Position erneut an den Mexikaner ab. In der folgenden Runde gelang das Manöver und Leclerc kletterte auf den dritten Platz.
In der 35. Runde stoppte Hamilton zum zweiten Mal. Auch dieses Mal entschied sich der Mercedes-Pilot für harte Reifen. Um die Wahl des Briten zu kontern, legte Verstappen in der folgenden Runde auch seinen zweiten Stopp ein. Problematisch war allerdings der Boxenstopp, der mehr als elf Sekunden dauerte. Der Red Bull Racing-Pilot wurde an der Box von Leclerc überholt, der ebenfalls einen neuen Boxenstopp einlegte. Beide entschieden sich für Mediums. Russell stoppte in der 37. Runde, Pérez in der 39. Damit lag Vettel nach einem langen Duell vor Hamilton und Verstappen, der wieder an Leclerc vorbeizog. Hamilton überholte kurz danach Vettel, der in der 42. Runde anhielt. Auch der Boxenstopp des Aston-Martin-Fahrers war so langsam, dass er sich von den Spitzenplätzen entfernte. Hamilton sah seinen Vorsprung auf Verstappen schrumpfen, während Leclerc, der einige Sekunden hinter dem Niederländer lag, nicht mehr mit ihm mithalten konnte. Hinter den Top Drei lagen Pérez, Russell, Magnussen und Alonso. In der 49. Runde setzte sich der Spanier gegen den Dänen durch.
Fünf Runden vor Schluss gelang Verstappen in Kurve 12 das entscheidende Überholmanöver gegen Hamilton und um den ersten Platz. Hamilton würde in den folgenden Runden versuchen, den Niederländer zu überholen. Beide Fahrer wurden inzwischen mit einer schwarz-weißen Flagge wegen Überschreitung der Streckenbegrenzungen verwarnt. In der vorletzten Runde machte Russell noch einen Stopp: Er zog weiche Reifen auf und fuhr die schnellste Runde. Ebenfalls in der vorletzten Runde übernahm Norris den sechsten Platz von Alonso. In der letzten Runde überholte Vettel nach einem guten Comeback Kevin Magnussen und belegte den achten Platz.
Verstappen gewann schlussendlich das Rennen vor Hamilton und Leclerc. Für Verstappen war es der 33. Sieg in der Formel-1-Weltmeisterschaft. Die restlichen Punkteplatzierungen belegten Pérez, Russell, Norris, Alonso, Vettel, Magnussen und Tsunoda.

## Meldeliste
| Team                                  | Nr. | Fahrer             | Chassis                           | Motor                             | Reifen |
| ------------------------------------- | --- | ------------------ | --------------------------------- | --------------------------------- | ------ |
| Oracle Red Bull Racing                | 01  | Max Verstappen     | Red Bull Racing RB18              | Red Bull RBPTH001                 | P      |
| Oracle Red Bull Racing                | 11  | Sergio Pérez       | Red Bull Racing RB18              | Red Bull RBPTH001                 | P      |
| Mercedes-AMG Petronas F1 Team         | 63  | George Russell     | Mercedes-AMG F1 W13 E Performance | Mercedes-AMG F1 M13 E Performance | P      |
| Mercedes-AMG Petronas F1 Team         | 44  | Lewis Hamilton     | Mercedes-AMG F1 W13 E Performance | Mercedes-AMG F1 M13 E Performance | P      |
| Scuderia Ferrari                      | 16  | Charles Leclerc    | Ferrari F1-75                     | Ferrari 066/7                     | P      |
| Scuderia Ferrari                      | 39  | Robert Schwarzman  | Ferrari F1-75                     | Ferrari 066/7                     | P      |
| Scuderia Ferrari                      | 55  | Carlos Sainz jr.   | Ferrari F1-75                     | Ferrari 066/7                     | P      |
| McLaren F1 Team                       | 03  | Daniel Ricciardo   | McLaren MCL36                     | Mercedes-AMG F1 M13 E Performance | P      |
| McLaren F1 Team                       | 28  | Alex Palou         | McLaren MCL36                     | Mercedes-AMG F1 M13 E Performance | P      |
| McLaren F1 Team                       | 04  | Lando Norris       | McLaren MCL36                     | Mercedes-AMG F1 M13 E Performance | P      |
| BWT Alpine F1 Team                    | 14  | Fernando Alonso    | Alpine A522                       | Renault E-Tech RE22               | P      |
| BWT Alpine F1 Team                    | 31  | Esteban Ocon       | Alpine A522                       | Renault E-Tech RE22               | P      |
| Scuderia AlphaTauri                   | 10  | Pierre Gasly       | AlphaTauri AT03                   | Red Bull RBPTH001                 | P      |
| Scuderia AlphaTauri                   | 22  | Yuki Tsunoda       | AlphaTauri AT03                   | Red Bull RBPTH001                 | P      |
| Aston Martin Aramco Cognizant F1 Team | 18  | Lance Stroll       | Aston Martin AMR22                | Mercedes-AMG F1 M13 E Performance | P      |
| Aston Martin Aramco Cognizant F1 Team | 05  | Sebastian Vettel   | Aston Martin AMR22                | Mercedes-AMG F1 M13 E Performance | P      |
| Williams Racing                       | 23  | Alexander Albon    | Williams FW44                     | Mercedes-AMG F1 M13 E Performance | P      |
| Williams Racing                       | 06  | Nicholas Latifi    | Williams FW44                     | Mercedes-AMG F1 M13 E Performance | P      |
| Williams Racing                       | 45  | Logan Sargeant     | Williams FW44                     | Mercedes-AMG F1 M13 E Performance | P      |
| Alfa Romeo F1 Team ORLEN              | 77  | Valtteri Bottas    | Alfa Romeo C42                    | Ferrari 066/7                     | P      |
| Alfa Romeo F1 Team ORLEN              | 98  | Théo Pourchaire    | Alfa Romeo C42                    | Ferrari 066/7                     | P      |
| Alfa Romeo F1 Team ORLEN              | 24  | Zhou Guanyu        | Alfa Romeo C42                    | Ferrari 066/7                     | P      |
| Haas F1 Team                          | 20  | Kevin Magnussen    | Haas VF-22                        | Ferrari 066/7                     | P      |
| Haas F1 Team                          | 99  | Antonio Giovinazzi | Haas VF-22                        | Ferrari 066/7                     | P      |
| Haas F1 Team                          | 47  | Mick Schumacher    | Haas VF-22                        | Ferrari 066/7                     | P      |

Anmerkungen
1. 1 2  Der Ferrari mit der Startnummer 39 wurde im ersten freien Training für Schwarzman eingesetzt. Leclerc übernahm das Fahrzeug anschließend für das restliche Rennwochenende mit seiner Startnummer 16.
2. 1 2  Der McLaren mit der Startnummer 28 wurde im ersten freien Training für Palou eingesetzt. Riccarido übernahm das Fahrzeug anschließend für das restliche Rennwochenende mit seiner Startnummer 3.
3. 1 2  Der Williams mit der Startnummer 45 wurde im ersten freien Training für Sargeant eingesetzt. Latifi übernahm das Fahrzeug anschließend für das restliche Rennwochenende mit seiner Startnummer 6.
4. 1 2  Der Alfa Romeo mit der Startnummer 98 wurde im ersten freien Training für Pourchaire eingesetzt. Bottas übernahm das Fahrzeug anschließend für das restliche Rennwochenende mit seiner Startnummer 77.
5. 1 2  Der Haas mit der Startnummer 99 wurde im ersten freien Training für Giovinazzi eingesetzt. Magnussen übernahm das Fahrzeug anschließend für das restliche Rennwochenende mit seiner Startnummer 20.

## Klassifikationen

### Qualifying
| Pos. | Fahrer           | Konstrukteur                 | Q1       | Q2       | Q3       | Start |
| ---- | ---------------- | ---------------------------- | -------- | -------- | -------- | ----- |
| 01   | Carlos Sainz jr. | Ferrari                      | 1:35,297 | 1:35,590 | 1:34,356 | 01    |
| 02   | Charles Leclerc  | Ferrari                      | 1:35,795 | 1:35,246 | 1:34,421 | 12    |
| 03   | Max Verstappen   | Red Bull Racing-RBPT         | 1:35,864 | 1:35,294 | 1:34,448 | 02    |
| 04   | Sergio Pérez     | Red Bull Racing-RBPT         | 1:36,163 | 1:35,864 | 1:34,645 | 09    |
| 05   | Lewis Hamilton   | Mercedes                     | 1:36,148 | 1:35,732 | 1:34,947 | 03    |
| 06   | George Russell   | Mercedes                     | 1:36,195 | 1:35,692 | 1:34,988 | 04    |
| 07   | Lance Stroll     | Aston Martin Aramco-Mercedes | 1:36,860 | 1:36,032 | 1:35,598 | 05    |
| 08   | Lando Norris     | McLaren-Mercedes             | 1:36,465 | 1:36,341 | 1:35,690 | 06    |
| 09   | Fernando Alonso  | Alpine-Renault               | 1:36,446 | 1:35,988 | 1:35,876 | 14    |
| 10   | Valtteri Bottas  | Alfa Romeo-Ferrari           | 1:36,746 | 1:36,321 | 1:36,319 | 07    |
| 11   | Alexander Albon  | Williams-Mercedes            | 1:36,932 | 1:36,368 | –        | 08    |
| 12   | Sebastian Vettel | Aston Martin Aramco-Mercedes | 1:36,695 | 1:36,398 | –        | 10    |
| 13   | Pierre Gasly     | AlphaTauri-RBPT              | 1:36,577 | 1:36,740 | –        | 11    |
| 14   | Zhou Guanyu      | Alfa Romeo-Ferrari           | 1:36,656 | 1:36,970 | –        | 18    |
| 15   | Yuki Tsunoda     | AlphaTauri-RBPT              | 1:36,808 | 1:37,147 | –        | 19    |
| 16   | Kevin Magnussen  | Haas-Ferrari                 | 1:36,949 | –        | –        | 13    |
| 17   | Daniel Ricciardo | McLaren-Mercedes             | 1:37,046 | –        | –        | 15    |
| 18   | Esteban Ocon     | Alpine-Renault               | 1:37,068 | –        | –        | Box   |
| 19   | Mick Schumacher  | Haas-Ferrari                 | 1:37,111 | –        | –        | 16    |
| 20   | Nicholas Latifi  | Williams-Mercedes            | 1:37,244 | –        | –        | 17    |

Anmerkungen
1. ↑  Leclerc erhielt aufgrund des Austausches mehrerer Teile eine Startplatzstrafe von zehn Plätzen.
2. ↑  Pérez erhielt aufgrund eines Getriebewechsels eine Startplatzstrafe von fünf Plätzen.
3. ↑  Alonso erhielt aufgrund eines Getriebewechsels eine Startplatzstrafe von fünf Plätzen.
4. ↑  Zhou erhielt aufgrund eines Getriebewechsels eine Startplatzstrafe von fünf Plätzen.
5. ↑  Tsunoda erhielt aufgrund eines Getriebewechsels eine Startplatzstrafe von fünf Plätzen.
6. ↑  Ocon musste aus der Boxengasse starten, da an seinem Wagen Teile ausgetauscht wurde, als er unter Parc-fermé-Bedingungen stand.

### Rennen
| Pos. | Fahrer           | Konstrukteur                 | Runden | Stopps | Zeit        | Start | Schnellste Runde |
| ---- | ---------------- | ---------------------------- | ------ | ------ | ----------- | ----- | ---------------- |
| 01   | Max Verstappen   | Red Bull Racing-RBPT         | 56     | 2      | 1:42:11,687 | 02    | 1:38,541 (37.)   |
| 02   | Lewis Hamilton   | Mercedes                     | 56     | 2      | + 5,023     | 03    | 1:39,830 (45.)   |
| 03   | Charles Leclerc  | Ferrari                      | 56     | 2      | + 7,501     | 12    | 1:39,731 (37.)   |
| 04   | Sergio Pérez     | Red Bull Racing-RBPT         | 56     | 2      | + 8,293     | 09    | 1:39,563 (44.)   |
| 05   | George Russell   | Mercedes                     | 56     | 3      | + 44,815    | 04    | 1:37,788 (56.)   |
| 06   | Lando Norris     | McLaren-Mercedes             | 56     | 2      | + 53,785    | 06    | 1:41,322 (49.)   |
| 07   | Fernando Alonso  | Alpine-Renault               | 56     | 2      | + 55,078    | 14    | 1:41,804 (51.)   |
| 08   | Sebastian Vettel | Aston Martin Aramco-Mercedes | 56     | 2      | + 1:05,354  | 10    | 1:41,538 (39.)   |
| 09   | Kevin Magnussen  | Haas-Ferrari                 | 56     | 1      | + 1:05,834  | 13    | 1:42,546 (35.)   |
| 10   | Yuki Tsunoda     | AlphaTauri-RBPT              | 56     | 2      | + 1:10,919  | 19    | 1:42,206 (36.)   |
| 11   | Esteban Ocon     | Alpine-Renault               | 56     | 2      | + 1:12,875  | Box   | 1:41,243 (49.)   |
| 12   | Zhou Guanyu      | Alfa Romeo-Ferrari           | 56     | 2      | + 1:16,164  | 18    | 1:42,394 (39.)   |
| 13   | Alexander Albon  | Williams-Mercedes            | 56     | 2      | + 1:20,057  | 08    | 1:42,471 (46.)   |
| 14   | Pierre Gasly     | AlphaTauri-RBPT              | 56     | 2      | + 1:21,763  | 11    | 1:41,674 (55.)   |
| 15   | Mick Schumacher  | Haas-Ferrari                 | 56     | 2      | + 1:24,490  | 16    | 1:42,320 (55.)   |
| 16   | Daniel Ricciardo | McLaren-Mercedes             | 56     | 2      | + 1:30,487  | 15    | 1:42,420 (55.)   |
| 17   | Nicholas Latifi  | Williams-Mercedes            | 56     | 2      | + 1:43,588  | 17    | 1:43,485 (54.)   |
| –    | Lance Stroll     | Aston Martin Aramco-Mercedes | 21     | 1      | DNF         | 05    | 1:43,080 (03.)   |
| –    | Valtteri Bottas  | Alfa Romeo-Ferrari           | 16     | 1      | DNF         | 07    | 1:43,391 (04.)   |
| –    | Carlos Sainz jr. | Ferrari                      | 0      | 0      | DNF         | 01    | –                |

Anmerkungen
1. ↑  Albon erhielt aufgrund eines Verstoßes gegen die Track-Limits eine Zeitstrafe von fünf Sekunden.
2. ↑  Gasly erhielt zunächst aufgrund eines Safety-Car-Vergehens eine Zeitstrafe von fünf Sekunden. Da die Strafe nicht ordnungsgemäß abgesessen wurde, erhielt er zusätzlich eine Zeitstrafe von zehn Sekunden.
3. ↑  Schumacher erhielt aufgrund eines Verstoßes gegen die Track-Limits eine Zeitstrafe von fünf Sekunden.
4. ↑  Latifi erhielt für das Abdrängen von der Strecke gegen Schumacher eine Zeitstrafe von fünf Sekunden.

## WM-Stände nach dem Rennen
Die ersten zehn des Rennens bekamen 25, 18, 15, 12, 10, 8, 6, 4, 2 bzw. 1 Punkt(e). Zusätzlich gab es einen Punkt für die schnellste Rennrunde, da der Fahrer unter den ersten Zehn landete.

### Fahrerwertung
| Pos. | Fahrer           | Konstrukteur                 | Punkte |
| ---- | ---------------- | ---------------------------- | ------ |
| 01   | Max Verstappen   | Red Bull Racing-RBPT         | 391    |
| 02   | Charles Leclerc  | Ferrari                      | 267    |
| 03   | Sergio Pérez     | Red Bull Racing-RBPT         | 265    |
| 04   | George Russell   | Mercedes                     | 218    |
| 05   | Carlos Sainz jr. | Ferrari                      | 202    |
| 06   | Lewis Hamilton   | Mercedes                     | 198    |
| 07   | Lando Norris     | McLaren-Mercedes             | 109    |
| 08   | Esteban Ocon     | Alpine-Renault               | 78     |
| 09   | Fernando Alonso  | Alpine-Renault               | 71     |
| 10   | Valtteri Bottas  | Alfa Romeo-Ferrari           | 46     |
| 11   | Sebastian Vettel | Aston Martin Aramco-Mercedes | 36     |

| Pos. | Fahrer           | Konstrukteur                 | Punkte |
| ---- | ---------------- | ---------------------------- | ------ |
| 12   | Daniel Ricciardo | McLaren-Mercedes             | 29     |
| 13   | Kevin Magnussen  | Haas-Ferrari                 | 24     |
| 14   | Pierre Gasly     | AlphaTauri-RBPT              | 23     |
| 15   | Lance Stroll     | Aston Martin Aramco-Mercedes | 13     |
| 16   | Mick Schumacher  | Haas-Ferrari                 | 12     |
| 17   | Yuki Tsunoda     | AlphaTauri-RBPT              | 12     |
| 18   | Zhou Guanyu      | Alfa Romeo-Ferrari           | 6      |
| 19   | Alexander Albon  | Williams-Mercedes            | 4      |
| 20   | Nicholas Latifi  | Williams-Mercedes            | 2      |
| 21   | Nyck de Vries    | Williams-Mercedes            | 2      |
| 22   | Nico Hülkenberg  | Aston Martin Aramco-Mercedes | 0      |

### Konstrukteurswertung
| Pos. | Konstrukteur         | Punkte |
| ---- | -------------------- | ------ |
| 01   | Red Bull Racing-RBPT | 656    |
| 02   | Ferrari              | 469    |
| 03   | Mercedes             | 416    |
| 04   | Alpine-Renault       | 149    |
| 05   | McLaren-Mercedes     | 138    |

| Pos. | Konstrukteur                 | Punkte |
| ---- | ---------------------------- | ------ |
| 06   | Alfa Romeo-Ferrari           | 52     |
| 07   | Aston Martin Aramco-Mercedes | 49     |
| 08   | Haas-Ferrari                 | 36     |
| 09   | AlphaTauri-RBPT              | 35     |
| 10   | Williams-Mercedes            | 8      |